# Богомол (фильм, 1993)
«Богомол» (англ. Playing Mantis) — триллер, сделанный для телевидения о серийной убийце-женщине.

## Сюжет
Телефильм об издержках брака. В том смысле, что супруги молодой обворожительной леди по имени Линда Крэнделл не получают права первой ночи, погибая от яда сразу после свадьбы. Агент Джонсон пытается понять зачем всё это и кому всё это надо?!
…И тут взгляд Линды пал на вдовца-красавца Дона Макэндрюса.

## В ролях
- Джейн Сеймур — Линда Крэнделл
- Бэрри Бостуик — Дон Макэндрюс
- Чед Аллен — Бобби Макэндрюс
- Фрэнсис Фишер — Бетти
- Колби Честер — Джонсон

## Интересные факты
- В России фильм выпускался на лицензионном видео дистрибьюторами: "Видеостар и «Mirage Entertainment»
- В соответствии с Системой возрастной классификации кинопоказа в России лента имеет категорию: «Фильм разрешен для показа зрителям, достигшим 16 лет».